# Joost van Aken
Joost Maurits van Aken (* 13. Mai 1994 in Haarlem) ist ein ehemaliger niederländischer Fußballspieler. Der Abwehrspieler stand zuletzt beim SC Heerenveen unter Vertrag.

## Karriere
Van Aken hatte seinen ersten Einsatz beim SC Heerenveen am 16. Februar 2014 gegen den damaligen Meister Ajax Amsterdam.
Im Juni 2015 unterschrieb er einen neuen Dreijahresvertrag, der bis zum Jahr 2018 Gültigkeit hatte. Er machte insgesamt 92 Spiele für den Klub und schoss 3 Tore.
Am 30. August 2017 gab Sheffield Wednesday bekannt, dass van Aken für eine nicht bezifferte Summe zum Verein wechseln wird. Er unterschrieb einen Vertrag über vier Jahre.
Am 14. August 2019 gab der VfL Osnabrück bekannt, dass van Aken bis zum Ende der Saison 2019/20 von Sheffield Wednesday ausgeliehen wurde. Am 1. September 2019 erzielte er sein erstes Tor für den VfL Osnabrück im Spiel gegen den Karlsruher SC.
Nach einer soliden Saison, in der van Aken meist Stammspieler war und mit Osnabrück den Klassenerhalt in der 2. Bundesliga schaffte, kehrte er zu Sheffield Wednesday zurück. In der Saison 2020/21 wurde er 17-mal für Sheffield in der Liga. Ab dem 29. Dezember 2020 wurde er nicht mehr eingesetzt. Sportlich schaffte der Verein zwar den Klassenerhalt in der Championship, stieg aber aufgrund eines Punkteabzugs doch noch in die drittklassige League One ab.
Mitte Mai 2021 wechselte van Aken zum belgischen Erstdivisionär SV Zulte Waregem, bei dem er einen Vertrag mit einer Laufzeit von zwei Jahren unterschrieb. Nachdem er bereits im 1. Spiel für den neuen Verein die gelb-rote Karte erhalten hatte, wurde er danach nicht mehr eingesetzt. Ende Januar 2022 einigte er sich mit dem Verein über eine Vertragsauflösung.
Zwei Wochen später kehrte van Aken zu seinem ersten Verein, dem SC Heerenveen zurück, wo er einen Vertrag bis zum Ende der Saison unterschrieb. Im Juni 2022 wurde sein Vertrag für die Saison 2022/23 verlängert. Nachdem sein Vertrag im Anschluss nicht mehr verlängert worden war und van Aken in der Folge keinen neuen Verein gefunden hatte, entschied er sich im Sommer 2024, seine Karriere zu beenden.